# Partito Democratico Unito (Tanzania)
Il Partito Democratico Unito (in inglese: United Democratic Party - UDP) è un partito politico liberale fondato in Tanzania nel 1992.

## Risultati elettorali
| Anno | Voti    | Seggi   |
| ---- | ------- | ------- |
| 1995 | 213 547 | 3 / 232 |
| 2000 | 315 303 | 3 / 231 |
| 2005 | 155 887 | 1 / 232 |
| 2010 | 113 148 | 1 / 239 |
| 2015 | 13 757  | 0 / 367 |